# Zalmoxis pygmaea
Zalmoxis pygmaea is een hooiwagen uit de familie Zalmoxioidae.